# پسر بهشت

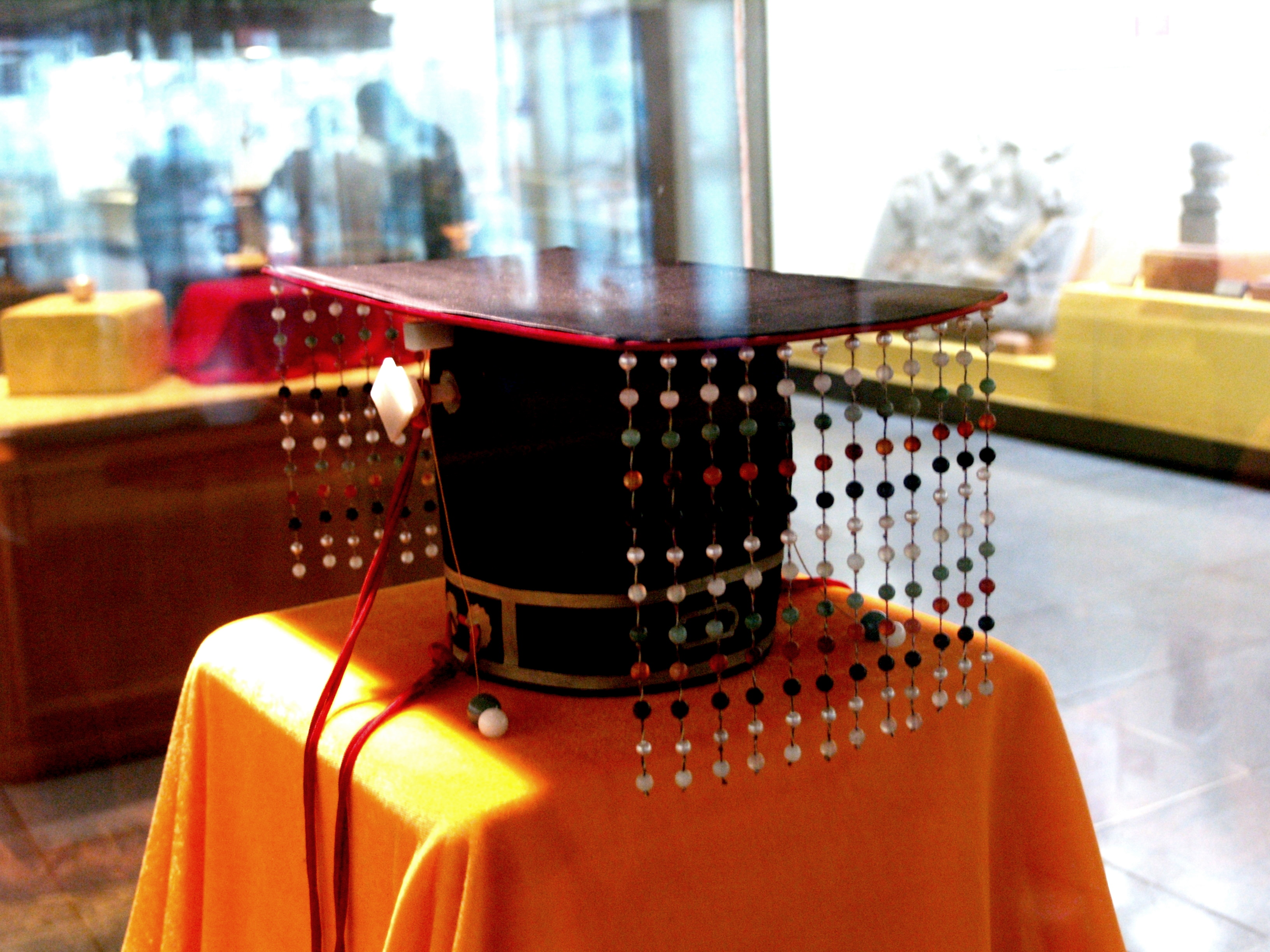
کلاه‌خود پسر بهشت، اواخر ۲۰۱۰

پسر بهشت یا پسر آسمان (انگلیسی: Son of Heaven) عنوان پادشاهی مقدس حاکم چین بود. این سلسله از دودمان ژو سرچشمه گرفت و بر اساس دکترین سیاسی و معنوی فرمان آسمان بنا شد. از زمان دودمان چین، «عنوان امپراتوری سکولار پسر بهشت»، امپراتور چین بود.